# 風見武秀
風見 武秀（かざみ たけひで、1914年8月26日 - 2003年12月20日）は、東京麻布に生まれ、60年以上に渡って幅広い作家活動を展開した山岳写真家。日本初の山岳写真団体であるカメラハイキングクラブ(CHC)から参加し、東京山岳写真会の創設からその後の日本山岳写真協会の発展に至るまで、中心人物として活躍した。日本山岳写真協会会長を歴任。ヒマラヤ、アンデス、アラスカ、カナダなど世界の山々を撮影。

## 経歴
- 1914年(大正3年)8月26日 - 東京麻布に生まれる。
- 1929年(昭和4年)頃 - 東京近郊の山を中心に、登山と写真を始める[5]。
- 1932年(昭和7年) - 白木商業高校を卒業。
- 1936年(昭和11年) - 船越好文の紹介でカメラハイキングクラブ(CHC)入会。
- 1939年(昭和14年) - CHCの有力メンバーだった船越好文、今井勇二、鈴木正彦らと東京山岳写真会を結成。
- 1943年(昭和18年)～1945年(昭和20年) - 海軍省の嘱託写真家としてニューギニアに赴任。
- 1946年(昭和21年) - 6月にニューギニアから日本に帰国。北アルプスを中心に登山を再開し、再開された東京山岳写真会に復帰。
- 1947年(昭和22年) - 東京銀座に写真材料店「山映商会」を開店。
- 1947年(昭和22年) - 東京山岳写真会が日本山岳写真協会に改称。
- 1953年(昭和28年) - 初の写真集「ETUDE OF ALPS」[6]刊行。
- 1957年(昭和32年) - 写真集「山を行く」[7]刊行。
- 1958年(昭和33年) - 深田久弥(隊長・作家)、山川勇一郎(画家)、吉原和美(医師)との4名[8]でヒマラヤのジュガール・マヒール山脈を探査。
- 1959年(昭和34年) - 写真集「ジュガール・ヒマール」[9]、探査記「氷河への旅」(深田久弥と共著)[10]刊行。
- 1960年(昭和35年) - 山映商会を閉店、フリーランス写真家として活動を開始。写真集「ネパールの山と人」[11]刊行。
- 1963年(昭和38年) - 写真記「日本アルプス」(深田久弥と共著)[12]刊行。
- 1965年(昭和40年) - 株式会社サンエイ・フォト・ライブラリーを設立。日本山岳写真協会の塚本閤治会長が逝去し、以降は会長不在のまま風見が理事長として日本山岳写真協会代表の会務も担う。
- 1967年(昭和42年) - 写真文庫「ヒマラヤ」[13]刊行。
- 1969年(昭和44年) - 写真集「ヨーロッパアルプス」[14]刊行。
- 1977年(昭和52年) - 日本山岳写真協会の会長に就任。
- 1982年(昭和57年) - 写真集「世界の秀峰」[15]刊行。4月13日～21日、小西六ギャラリーにて風見武秀写真展「世界の秀峰」開催。
- 1986年(昭和61年) - 写真功労として叙勲(勲四等瑞宝章)。5月24日、ホテルニューオータニにて叙勲祝賀会を開催。
- 1988年(昭和63年) - 写真集「Premier Peaks of the World 世界の山稜」[16]刊行。
- 1990年(平成2年) - 2月14日～20日、風見武秀写真展「世界の山稜」開催。写真集「カナダ物語」[17]、取材記「カメラ片手に地球を駈ける」[18]刊行。
- 2002年(平成14年) - 写真集「風見武秀 世界の山」[19]刊行。10月11日～17日、富士フォトサロンにて風見武秀写真展「世界の山」開催。
- 2003年(平成15年)12月20日 - 死去。享年89歳。
- 2015年(平成27年) - 日本山岳写真協会が会員の最優秀作品に授賞する「風見武秀賞」を新設。

## 著書
- 風見武秀『ETUDE OF ALPS』朋文堂、1953年。ASIN B00MQUB29A。
- 風見武秀『山を行く』朋文堂、1957年2月。ASIN B000JBKDKC。
- 風見武秀『ジュガール・ヒマール - 風見武秀ヒマラヤ写真集』新潮社、1959年。ASIN B000JARNMY。
- 風見武秀・深田久弥『氷河への旅 - ジュガール・ヒマール探査行』朋文堂、1959年。ASIN B000JAT0HK。
- 風見武秀『ネパールの山と人』山と渓谷社、1960年。ASIN B000JAPH04。
- 風見武秀・深田久弥『日本アルプス』社会思想社・現代教養文庫、1963年。ASIN B000JAIKKI。
- 風見武秀・深田久弥『想い出の山旅』角川文庫、1965年。ASIN B000JADM1A。
- 風見武秀『ヒマラヤ』講談社、1967年。ASIN B000JA77NY。
- 風見武秀『ヨーロッパアルプス』山と渓谷社、1969年。ASIN B000J9GCH2。
- 風見武秀『世界の秀峰 - 風見武秀写真集』東京新聞出版局、1982年4月。ISBN 4808301172。
- 風見武秀『Premier Peaks of the World (世界の山稜 - 風見武秀写真集)』グラフィック社、1988年2月。ISBN 4766104722。
- 風見武秀『カナダ物語』グラフィック社、1990年7月。ISBN 4766105672。
- 風見武秀『カメラ片手に地球を駆ける』山と溪谷社、1990年11月。ISBN 4635380033。
- 風見武秀『風見武秀 世界の山』東京新聞出版局、2002年9月。ISBN 4808307685。